# Le Bonheur fragile
Le Bonheur fragile est un roman d'Alfred Kern publié le 29 septembre 1960 aux éditions Gallimard, qui a reçu le prix Renaudot la même année.

## Éditions
- Le Bonheur fragile, éditions Gallimard, 1960,  (ISBN 978-2-07-023553-7).